# Molophilus (Superbomolophilus) brumby
Molophilus (Superbomolophilus) brumby is een tweevleugelige uit de familie steltmuggen (Limoniidae). De soort komt voor in het Australaziatisch gebied.